# Juncus valvatus
Juncus valvatus là một loài thực vật có hoa trong họ Juncaceae. Loài này được Link mô tả khoa học đầu tiên năm 1800.